# Alvin Williams
Pour les articles homonymes, voir Williams.
Alvin Leon Williams, né le 6 août 1974 à Philadelphie en Pennsylvanie, est un joueur américain de basket-ball ayant évolué en NBA au poste de meneur.